# Komitat Békés (historyczny)
Komitat Békés (węg. Békés vármegye) – komitat Królestwa Węgier. W 1910 roku liczył 298 710 mieszkańców, a jego powierzchnia wynosiła 3670 km². Jego stolicą była Gyula.
Graniczył z komitatami Jász-Nagykun-Szolnok, Bihar, Arad, Csanád i Csongrád.